# 郝履仁
郝履仁（Ho Li Jen，1911年—1978年4月18日），籍貫浙江省，出身「警官學校」，畢業後曾長期居住山東省，做過山東省政府屬下的實習員，為譽稱「韓青天」的軍閥韓復榘站過堂；後來在香港「永華片場」任警衛，進而參予拍攝電影，銀幕處男作國語文藝片《黃花閨女》（1957年3月 公映）；息影作粵語文藝片《死亡塔》（1981年3月 才公映），演出80多齣香港及臺灣的國語及粵語電影 。晚年居住在香港新界西貢大埔仔，喜歡飲酒及寫作。1973年參演《龍爭虎鬥》飾演李小龍之父。郝履仁在1978年4月18日（星期二）因肺氣腫，於九龍伊利沙伯醫院病逝，享齡66歲，遺下3位女兒，由於只有一位女兒在香港，導演李翰祥負責辦理後事，遺體移至世界殯儀館；1978年4月23日（星期日）下午1時出殯；遺體在1978年4月23日（星期日）移交歌連臣角火葬場火化
- 郝履仁的電視遺作是香港電臺的《獅子山下》之「幫幫忙 （页面存档备份，存于）」，郝履仁飾演一位孤苦無依的退休藝人(常伯)，與一群狗為伴，後來認識小乞丐毛毛（童星陳寶祥飾演），兩人相依為命。1978年6月28日（星期三）晚上9時在香港佳藝電視播放[2]。

## 外部連結
- 香港電影資料館：郝履仁演出電影的記錄[永久]
- 香港影庫：郝履仁的電影劇照集 （页面存档备份，存于）
- 郝履仁在互联网电影资料库（IMDb）上的資料（英文）
- 郝履仁在香港影庫上的簡介